# 石塚真一
石塚 真一（いしづか しんいち、1971年 - ）は、日本の漫画家。茨城県常総市出身で、2002年にデビュー。主な作品に山岳救助を主題とした『岳 みんなの山』やジャズを主題とした『BLUE GIANT』がある。

## 来歴

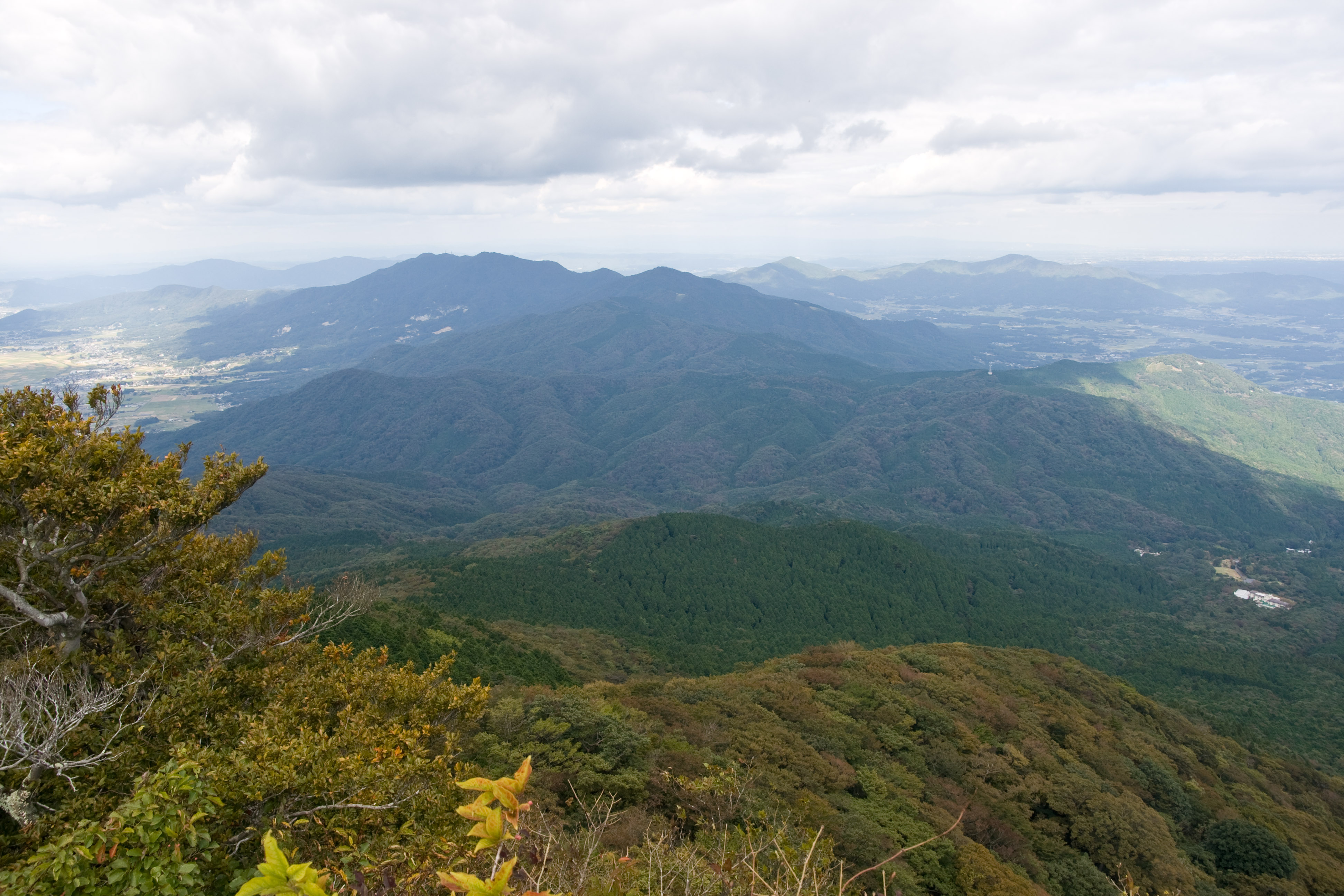
筑波山頂よりの眺望

石塚真一は1971年に茨城県、現在の常総市で生まれた。祖父は木彫り彫刻師、母は美術教師であった。初めて登った山は筑波山であるという。中学校ではブラスバンド部に所属、高校（京華高等学校）時代はなにも目標がなかったと述懐している。南イリノイ大学新潟校に進学し、22歳のときにアメリカの本校に渡った。ジャズに出会ったのはブルース・バンドでギターを弾いていた20歳のころであるという。その後山に魅せられ、気象学を専攻するためにカリフォルニアのサンノゼ州立大学に転籍。渡米中にルームメイトの誘いをきっかけにロック・クライミングも始めている。27歳のころに帰国し、アメリカ時代の知人の経営する輸入商社に就職したが、その会社は半年ほどで倒産してしまった。
石塚は元々本格的に漫画を描いた経験はなかったが、30歳になるまでにやり残しのないように勝負したいとの思いから、28歳のころに漫画家を目指し始め、2001年の第49回小学館新人コミック大賞一般部門に応募し、『This First Step』で入選を果たした。翌2002年に『ビッグコミックオリジナル増刊』に掲載されデビュー作となった同作について、当時の担当編集者の勝木大は、冴えない中年男性がほかの人物と不倫をしている女性会社員に恋をするというストーリーでありながら、ドロドロした感じはなくて、とても爽やかな話で、話の創り方が、普通じゃない感じでありながらキッチリまとまっていたと述べ、一方画力については発展途上であったと語っている。受賞後は、漫画の描き方の本を買ったり、仕事の後に小学館に足を運ぶなど、漫画を一から勉強し、半年ほどアシスタントも経験した。
2003年から2012年にかけて『ビッグコミックオリジナル増刊』にて山岳救助を主題とした『岳 みんなの山』を連載。同作は2011年に実写映画化され、2009年の第54回小学館漫画賞一般向け部門、2012年の第16回文化庁メディア芸術祭マンガ部門優秀賞などを受賞している
。2013年から2016年にかけて『ビッグコミック』にてジャズを主題とする『BLUE GIANT』を連載。同作では第62回小学館漫画賞一般向け部門、マンガ大賞2016第3位、第20回文化庁メディア芸術祭マンガ部門大賞などを受賞している。日本編である『BLUE GIANT』（通称「無印」）の終了後、ヨーロッパ編である『BLUE GIANT SUPREME』（2016年 - 2020年）、アメリカ編である『BLUE GIANT EXPLORER』（2020年 - ）を同誌において連載している。

## 作風
石塚自身によると、アメリカに留学をしていた時代の友人が浦沢直樹の『MASTERキートン』の影響でアメリカの大学まで考古学の勉強をしに来ていたことに大きな衝撃を受け、自身もいつか漫画で誰かにここまで大きな影響を与えたいと考えるようになる。29歳のころに参考にしていたのは弘兼憲史の作品であり、現在も参考にしている。また、大勢の観客がいるシーンを描くときとは、ちばてつやの『のたり松太郎』を見て奮起すると語っている。そのほか、ちばてつや・北見けんいち・やまさき十三も影響を受けた漫画家として挙げている。
勝木大は、石塚の人間に対する眼差しがとても優しいと述べており、石塚本人は、事件性よりも “人と人の関係性” に惹かれ〔……〕、市井のひとびとの物語を描いていくということに向き合っていきたいと語っている。

## 人物
人物評
勝木大は石塚の印象について、いつも明るくて、辛いとか言わないといった点において、『岳 みんなの山』の主人公である島崎三歩と似た印象の人物であると語っている。
ジャズ関連
好きなジャズ・アルバムとしてはジョン・コルトレーン『ブルー・トレイン』、ジョシュア・レッドマン『パッセージ・オブ・タイム』、ロイ・ハーグローヴ『イヤーフード（Earfood）』などを、とくに好きな曲としては、ハンク・モブレーの「リメンバー」（『ソウル・ステーション』）を挙げている。

## 作品リスト
※出版社は特記のない限り小学館。
連載作品
- 岳 みんなの山（『ビッグコミックオリジナル増刊』『ビッグコミックオリジナル』、2003年 - 2012年、単行本全18巻）
- そんでよし!（『ビッグコミックオリジナル増刊』、2009年 - ）
  - 単行本:『そんでよし!』 1巻〈BIG COMICS〉、2011年。ISBN 978-4-09-183820-9。

- BLUE GIANT（『ビッグコミック』、2013年 - 2016年、単行本全10巻）
  - BLUE GIANT SUPREME（『ビッグコミック』、2016年 - 2020年、単行本全11巻）
  - BLUE GIANT EXPLORER（story director：NUMBER 8、『ビッグコミック』、2020年 - 2023年、単行本全9巻）
  - BLUE GIANT MOMENTUM（『ビッグコミック』、2023年 - 連載中、既刊5巻）

- 北狼 ラストハンター（『ビッグコミックオリジナル』、2013年 - ）

読み切り作品
- 50 YEARS LATER（story：NUMBER 8、『ビッグコミックオリジナル』2024年13号）

短編集
- 『TOKYO CHECK IN［東京チェックイン］』〈BIG COMICS SPECIAL〉2009年。ISBN 978-4-09-182458-5。
  - 収録作品:「そんでよし!」（読み切り版）「東京チェックイン」「This First Step」

アートワーク
- 松田聖子『SEIKO JAZZ』（Universal Music、2017年） - 初回限定盤Aのジャケットにイラストの描き下ろし。

絵画
『沸き立つ音』(2024年)-BLUE GIANT 主人公 宮本大をモチーフにした絵画(F40サイズ)を「24時間テレビ-チャリティーオークション」のために書き下ろし。

## TV出演等
- 『SWITCHインタビュー 達人達 上原ひろみ×石塚真一』（2014年5月17日、NHK・Eテレ）
- 『SUBARU Wonderful Journey 〜土曜日のエウレカ〜 』（2022年2月11日、TOKYO FM ）

## 参考資料
インタビュー記事
- 山科, 清春 (2016年6月17日). “『岳―みんなの山―』担当編集者 勝木大氏インタビュー”. eBigComic4.  小学館、イーブックイニシアティブジャパン. 2019年1月4日時点のオリジナルよりアーカイブ。2021年4月25日閲覧。
- “石塚真一（漫画家）”. KOBEjazz.jp. ジャズピープル.  デンソーテン (2016年). 2021年4月23日閲覧。
- EATer (2017年3月15日). “「BLUE GIANT」の石塚真一氏がハイレゾで、聴きたかった10曲（前編）”. Sony. Hi-Res 10 songs. 2021年4月26日閲覧。
- “『BLUE GIANT SUPREME』作者・石塚真一さんインタビュー”. mora.  ソニー・ミュージックソリューションズ (2017年10月25日). 2021年4月26日閲覧。
- 山脇, 麻生 (2021年2月5日). “「才能なんてないと思いたい。でも…」累計650万部超え、“アツすぎる”音楽マンガ作者が語る「ゾッとする残酷さ」—『BLUE GIANT EXPLORER』作者・石塚真一さんインタビュー#1”. 文春オンライン.  文藝春秋. 2021年4月26日閲覧。
- 山脇, 麻生 (2021年2月25日). “「会社が倒産し、チャンスだ！と」累計650万部超えの漫画家が語る、“バカバカしい夢を持ち続けるべき” 理由 —『BLUE GIANT EXPLORER』作者・石塚真一さんインタビュー#2”. 文春オンライン.  文藝春秋. 2021年4月22日閲覧。
- Tommy (2021年2月26日). “『BLUE GIANT』を描く漫画家、石塚真一が語る、創作表現とジャズへの想い”. TOKION. 2021年4月23日閲覧。

その他
- “石塚 真一（漫画家）”. マンガペディア.   百科綜合リサーチ・センター、エイトリンクス、VOYAGE MARKETING. 2021年4月26日閲覧。
- “石塚真一作品”. 小学館集英社プロダクション ライセンスビジネスサイト. 2021年4月26日閲覧。
- “ビッグコミック連載『BLUE GIANT EXPLORER』”. 小学館. 2021年4月26日閲覧。
- “TOKYO CHECK IN［東京チェックイン］”. 小学館. 2021年4月25日閲覧。
- “「岳」の石塚＆「不安の種」中山、オリジナル増刊で新連載”. コミックナタリー.   ナターシャ (2009年6月12日). 2021年4月26日閲覧。
- “映画「岳」の原作を描いた漫画家石塚真一さんが母校を訪問!!”. 京華中学高等学校 (2011年8月4日). 2021年4月22日閲覧。
- “2012年12月24日放送 6:30 - 6:53 NHK総合 — ホリデーインタビュー プロセスを大事にしたい 漫画家 石塚真一”. TVでた蔵.  ワイヤーアクション (2012年). 2021年4月22日閲覧。
- 常総市立大花羽小学校 (2016年). “誇れる偉大な先輩たち”. 茨城県教育委員会. 2021年4月22日閲覧。
- “「BLUE GIANT」の石塚真一、松田聖子ジャズアルバムのジャケット描き下ろし”. コミックナタリー.   ナターシャ (2017年3月8日). 2017年3月8日閲覧。
- “『BLUE GIANT』の石塚真一氏　遅咲きデビューまでの日々”. NEWSポストセブン (2017年5月22日). 2021年4月22日閲覧。
- “『BLUE GIANT』石塚真一先生にガチアンケート！ 川島・山内のマンガ沼web”. マンバ通信.   マンバ (2021年7月2日). 2021年10月15日閲覧。